# Phil Minton
Phil Minton (Torquay, 2 november 1940) is een Britse jazzzanger van de avant-garde jazz en vrije improvisatiemuziek, die begon als jazztrompettist. Als vocalist wordt hij beschouwd als een constante in het circuit van vrije improvisatoren met bijna ongelofelijke en griezelige klanken waarvoor niets vergelijkbaars ver weg is (Bert Noglik).

## Biografie
Minton, wiens ouders zangers waren en die in het kerkkoor zongen, kreeg zijn eerste trompetlessen op 15-jarige leeftijd. Tussen 1959 en 1961 speelde hij in Devon in het Brian Weldon Quintet. In 1962 verhuisde hij naar Londen waar hij samenwerkte met Mike Westbrook, wiens band hij na intermezzo's als dansmuzikant in Las Palmas (1964/1965) en Zweden (1966-1971) van 1971-1990 voor vele programma's (o.a. On Duke's Birthday) en internationale tournees toetrad. Via Westbrook kwam hij in contact met het avant-garde- en freejazzcircuit van Londen.
In 1975 formeerde hij samen met Julie Tippetts, Maggie Nicols en Brian Ely het vocaal kwartet Voice. Vanaf datzelfde jaar ontwikkelde hij een soloprogramma. Sinds de jaren 1980 treedt hij op in de meest uiteenlopende opstellingen op relevante festivals wereldwijd, eerst met Fred Frith, Roger Turner, Günter Christmann, Peter Brötzmann en Willi Kellers en later met Radu Malfatti en Phil Wachsmann (Raphiphi), John Zorn (Angelica 94) en Tom Cora (Roof). Tegelijkertijd nam hij deel aan filmmuziek en opnamen van Lindsay Cooper, theaterproducties van Mike Figgis, optredens van Georg Gräwes GrubenKlangOrchester, Tony Oxley's Celebration Orchestra] en multidisciplinaire werken van de componist Konrad Boehmer. Sinds 1987 heeft de samenwerking met pianist Veryan Weston geresulteerd in verschillende cd's, waarvan het oratorium voor koor Songs from a Prison Diary, gebaseerd op teksten van Hồ Chí Minh, een speciale vermelding verdient.
Minton speelde een belangrijke rol in de Europese première van Carla Bley's Escalator over the Hill in 1997 als vocaal solist. Ook werkte hij samen met tal van improvisatiekunstenaars zoals Thomas Lehn en Axel Dörner (die samen het trio TOOT vormen), Derek Bailey, Erhard Hirt, John Butcher en Bob Ostertag. In 1998 zong hij denkbeeldige shanties in de Berlijnse band Frigg. Hij werkte ook aan projecten met Alfred Harth (Vladimir Estragon), Franz Koglmann (O Moon My Pin-Up, 1998), Klaus König, David Moss, Simon Nabatov, Paul Hubweber, Uli Böttcher (Schnack) en Oliver Schwerdt (EUPHORIUM_freakestra Free Electric Supergroup, 2007) en is te horen in hoorspelen van Grace Yoon, Andreas Ammer, FM Einheit en Ulrike Haage.
In workshops onderwijst hij de (vaak zeer talrijke) deelnemers aan zijn soort van improvisatiezang als koormeester onder de naam The Feral Choir.
Zijn zangstijl zit vol met extatische momenten en fantasierijke geluidsverrijking met absurde en kunstzinnige geluiden (Ulrich Ohlshausen). Daarnaast voert hij ook soulvolle ballades op. In 1988 werd hij door het tijdschrift Jazz Forum erkend als de beste mannelijke zanger van Europa. Hij is betrokken bij talrijke opnamen.

## Discografie
- 1981: A Doughnut in Both Hands (Rift)
- 1982: Voice of America met Fred Frith, Bob Ostertag (Rift)
- 1987: Ways with Veryan Weston (ITM)
- 1988: The Berlin Station (FMP)
- 1996: Mouthful of Ecstasy (Les Disques Victo)
- 1997: My Chelsea met Noel Akchote, Lol Coxhill (Rectangle)
- 1998: Two Concerts (FMP)
- 1998: A Doughnut in One Hand (FMP)
- 2002: Apples of Gomorrah met John Butcher (GROB)
- 2004: Mopomoso Solos 2002 met Chris Burn, Lol Coxhill (Emanem)
- 2004: Five Men Singing (Les Disques Victo)
- 2005: Constant Comments met Fred Van Hove (FMR)
- 2005: The Enigma Carols (Recorded)
- 2007: Scatter met Pat Thomas (FMR)
- 2007: Tasting met Sophie Agnel (Another Timbre)
- 2007: Slur (Emanem)
- 2008: No Doughnuts in Hand (Emanem)
- 2009: Midhopestones met Michel Doneda (Another Timbre)
- 2010: Fragments of the Cadastre met Michel Doneda (Another Timbre)
- 2011: Anicca (Dancing Wayang)
- 2014: The Knowledge of Its Own Making met Simon Fell (Huddersfield Contemporary)
- 2015: A Doughnut's End (Fataka)
- 2017: Leandre - Minton (Fou)
- 2018: Say Yes. Till No. (Neos)
- 2018: Ductus Pneumaticus met Torsten Muller (WhirrbooM!)
- 2019: Blasphemious Fragments (Rastascan)

Met Mike Westbrook
- 1976: Plays for the Record (Transatlantic)
- 1978: Goose Sauce (Original)
- 1979: Mama Chicago (RCA Records)
- 1980: Bright as Fire (Original)
- 1981: The Paris Album (Polydor)
- 1982: The Cortège (Original)
- 1985: On Duke's Birthday (Hathut Records)
- 1990: Off Abbey Road (Enja Records)

## Hoorspelen
2001: Andreas Ammer/FM Einheit/Sebastian Hess: Marx Engels Werke (Die Revolution) – Regie und Komponisten: Andreas Ammer/FM Einheit (Pophörspiel – BR)